# Mistrzostwa Europy w Zapasach 1902
Mistrzostwa Europy w zapasach 1902 były drugimi nieoficjalnymi mistrzostwami Europy w zapasach (styl klasyczny), które zostały rozegrane w Hadze (Holandia) w dniu 4 stycznia 1902. Zawodnicy zmagali się w kategorii "otwartej" (bez oddzielnych kategorii wagowych) tzw. Open. Złoto zdobył Duńczyk H. H. Egeberg.

## Medaliści
| Kat. wagowa | Złoto                 | Srebro     | Brąz   |
| ----------- | --------------------- | ---------- | ------ |
| Open        | Hans Heinrich Egeberg | J. Koelink | A. Kok |

## Tabela medalowa
| Poz. | Państwo  |   |   |   | Łącznie |
| ---- | -------- | - | - | - | ------- |
| 1    | Dania    | 1 | 0 | 0 | 1       |
| 2    | Holandia | 0 | 1 | 1 | 2       |